# Christoph Thoke
Christoph Thoke (* 15. November 1960 in Herford) ist deutscher Film- und Fernsehproduzent. Er lebt in Mainz und ist mit dem Bad Salzufler Politiker Heinrich Diestelmeier verwandt.
Thoke begann seine Laufbahn in der Film- und Fernsehbranche als On-Air Promotion Producer für den deutschen Fernsehsender RTL II und den deutsch-französischen Fernsehsender ARTE. Ab 1996 arbeitete er in der Geschäftsführung der Taunusfilm GmbH, später CineMedia Film AG, zuerst als Assistent der Geschäftsführung dann als Projektmanager für internationale Coproduktionen und Lizenzhandel. Bei der Taunusfilm war er insbesondere für alle internationalen Produktionen verantwortlich und dem Aufbau des Los Angeles Büro der Taunusfilm International, während er bei der CineMedia Film AG Lizenzeinkäufe koordinierte wie z. B. für den Mel-Gibson-Film Was Frauen wollen.
Christoph Thoke koproduzierte zudem während dieser Zeit die algerisch-französisch-deutsche Coproduktion Little Senegal (2001) des Regisseurs Rachid Bouchareb, offizieller Beitrag im Rennen um den Auslands-Oscar 2001, Lubov and other Nightmares des russischen Regisseurs Andrei Nekrassow, uraufgeführt in Sundance 2002 sowie die beiden deutschen Produktionen Planet B: The Antman und Planet B: Detective Lovelorn, beide uraufgeführt bei den 52. Berliner Filmfestspiele in der Reihe „Perspektive Deutsches Kino“.
2003 machte sich Christoph Thoke selbständig. Zusammen mit Partner Axel Möbius gründete er die Filmproduktion Thoke + Moebius Film, vertreten in Berlin, Köln und Frankfurt. Seither produzierte und co-produzierte er neun Kinofilme u. a. Bruno Dumonts Twentynine Palms, Wettbewerbsfilm in Venedig 2003, Tropical Malady, Wettbewerbsfilm in Cannes 2004 und dort ausgezeichnet mit dem Jurypreis, Buffalo Boy, offizieller Beitrag für den Auslands-Oscar 2006 und Kirgisische Mitgift, offizieller Beitrag für den Auslands-Oscar 2007.
Bis heute wurden die von Christoph Thoke bei Thoke + Moebius Film produzierten bzw. mitproduzierten Kinoproduktionen weltweit zu mehr als 330 Filmfestivals eingeladen und mit mehr als 70 Preisen ausgezeichnet. 2011 produzierte er Liebe auf Finnisch, ein finnisches Drama.

## Filmografie (Auswahl)
| Jahr | Titel                                       | Funktion           | Anmerkungen                                        |
| ---- | ------------------------------------------- | ------------------ | -------------------------------------------------- |
| 2001 | Little Senegal                              | Koproduzent        | Oscar-Beitrag Algeriens                            |
| 2002 | Lubov and Other Nightmares                  | Koproduzent        | Sundance Film Festival                             |
| 2002 | Planet B: The Antman                        | Produzent          | Berlinale Perspektive Deutsches Kino               |
| 2002 | Detective Lovelorn und die Rache des Pharao | Produzent          | Berlinale Perspektive Deutsches Kino               |
| 2003 | Twentynine Palms                            | Koproduzent        | Venedig Wettbewerbsfilm                            |
| 2004 | Tropical Malady                             | Koproduzent        | Jurypreis Cannes                                   |
| 2004 | The Buffalo Boy                             | Koproduzent        | Oscar-Beitrag Vietnam                              |
| 2005 | Love                                        | Executive Producer | Tribeca Film Festival                              |
| 2006 | Kirgisische Mitgift                         | Koproduzent        | Oscar-Beitrag Kirgisistan                          |
| 2008 | Le silence de Lorna                         | Koproduzent        | Bestes Drehbuch Cannes                             |
| 2009 | 9:06                                        | Produzent          | Slowenien                                          |
| 2010 | Bedways                                     | Produzent          | Berlinale Panorama Special                         |
| 2011 | Liebe auf Finnisch                          | Produzent          | Mehrfach ausgezeichnet, Finnland                   |
| 2013 | Von Menschen und Pferden                    | Koproduzent        | Mehrfach ausgezeichnet, Island                     |
| 2018 | Erased                                      | Associate Producer | Slowenisches Drama                                 |
| 2019 | Jolsobi                                     | Executive Producer | Indisches Arthouse-Drama                           |
| 2021 | My Mother's Girlfriend                      | Executive Producer | LGBTQ-Kurzfilm aus Indien                          |
| 2024 | The Tower of Strength                       | Associate Producer | Drama - Montenegro, Serbien, Deutschland, Kroatien |

## Auszeichnungen (Auswahl)
- Jurypreis der Filmfestspiele Cannes 2004 (Tropical Malady)
- Bestes Drehbuch, Cannes 2008 (Le silence de Lorna)
- Mehrere Einreichungen für den Auslands-Oscar
- Über 120 internationale Festivalpreise